# Joseph Wu
El Dr. Jaushieh Joseph Wu (en xinès: 吳釗燮; en pinyin: Wú Zhāoxiè; Peh-oe-ji: Ngô͘ Chiau-siat; 31 d'octubre de 1954) és un polític taiwanès que actualment exerceix el càrrec de ministre d'Afers exteriors de la República de la Xina sota la presidència de Tsai Ing-wen. Va prendre possessió del càrrec el 26 de febrer de 2018. Anteriorment va exercir com a Secretari General de la Presidència i com a Secretari General del Consell de Seguretat Nacional. De 2007 a 2008, va ser el representant en cap (ambaixador de facto) de la República de la Xina als Estats Units en dirigir l'Oficina Representativa Econòmica i Cultural de Taipei a Washington D. C.

## Biografia
El Dr. Wu va ser un politòleg acadèmic abans d'entrar en política. Va acabar el seu doctorat en Ciències Polítiques a la Universitat Estatal d'Ohio el 1989. Va escriure la seva tesi doctoral sobre els progressos i obstacles en la democratització a Taiwan. Va estar treballant com a professor i investigador associat del Departament de Ciències Polítiques de la mateixa Universitat Estatal d'Ohio. També va ser director de l'Institut de Relacions Internacionals de la Universitat de Chengchi de Taiwan.

## Carrera política
De 2007 a 2008, Jaushieh Joseph Wu es va exercir com a representant en l'Oficina Representativa Econòmica i Cultural de Taipei als Estats Units, una figura que Taiwan utilitza com a ambaixades de facto en països que on no és reconegut oficialment.
Wu va ser nomenat president del Conseller d'Assumptes Continentals, l'òrgan encarregat de coordinar les relacions amb la Xina continental (República Popular de la Xina) en 2004 pel llavors President Chen Shui-bian. Més davant, el president Chen el nomenaria Secretari General Adjunt de l'Oficina Presidencial.
El seu nomenament com a president del Consell d'Assumptes Continentals va resultar una mica controvertit a causa de la seva reputació com a partidari de la independència de Taiwan, especialment a la llum del nomenament simultani com a ministre d'Afers exteriors de l'ex-activista independentista Mark Chen. El seu mandat al capdavant de l'oficina representativa de Taiwan a Washington va durar un any i tres mesos.
Va ocupar el càrrec de Secretari General del Partit Democràtic Progressista entre 2014 i 2016.
Després de les eleccions generals de 2016 guanyades pel seu partit, va ser nomenat Secretari General del Consell de Seguretat Nacional. Un any més tard, es va convertir en Secretari General de l'Oficina Presidencial.
Wu fou nomenat Ministre d'Afers exteriors al febrer de 2018, assumint oficialment les seves funcions en el ministeri el 26 de febrer.
L'Aliança Interparlamentària sobre la Xina el va convidar com a ministre de Relacions Exteriors de Taiwan, així com al president de l'Administració Central Tibetana, Penpa Tsering, a l'ex-legislador d'Hong Kong Nathan Law i a l'activista uigur Rahima Mahmut a una contra-cimera del G-20 de Roma el 29 d'octubre de 2021.